# ویکتور د کووا
ویکتور دِ کووا (آلمانی: Viktor de Kowa؛ ‏ ۸ مارس ۱۹۰۴ – ۸ آوریل ۱۹۷۳) بازیگر، کارگردان، خواننده و شاعر اهل آلمان بود. وی بین سال‌های ۱۹۲۲ تا ۱۹۷۳ میلادی فعالیت می‌کرد.
از فیلم‌هایی که وی در آن نقش داشته‌است، می‌توان به ۱۹۱۴ اشاره کرد.